# 傅昂
傅昂（16世紀—16世紀），字抑之，江西撫州府金谿縣中洲人，明朝政治人物。

## 生平
傅昂是嘉靖十年（1531年）的舉人，二十七年（1548年）授化州知州，為政清介，興建櫺星門號舍三十間教育諸生，修築高嶺洞堤壩百餘丈預防水漲，在范祖禹墓捐俸修建玉光亭，又創立演武亭治理士兵、建大門鼓樓改善風水、改造丁字街阻擋火災，種種政績讓他在四年後（1552年）陞任楚雄同知時得州人挽留。
於楚雄任職期間，傅昂的政績一如在化州，剛正而廉明，曾因委收軍儲而得知賠償虧損的苦處，向朝廷請求照鄰府減徵，條議即將成事，他卻轉任益府左長史，事情因此停止；之後他以年老請求退休，死後在楚雄、化州均入祀名宦祠。

## 引用
1. 1 2  道光《金谿縣志·卷十一·宦業》：傅昂，字抑之，中洲人，舉嘉靖十年鄉試，授廣東化州知州，下車訪宋賢范祖禹墓，捐俸修治建玉光亭於墓前；州民甯翰以誣繫獄，立為昭雪，有容祖成者九歲而孤，嫡兄攘其產，昂呼其兄反覆開諭，兄第感泣乃析產而安居焉。外苦水患，築長堤以捍之，巨盜王寶素剽悍，一日乘昂他出，將勾連狼賊數十人掠州庫，昂適返率民兵捕擒寶等數人，并檄土司勦其餘黨，論如法以治。優擢雲南楚雄同知，在楚雄八年治如化州，轉益王府左長史，以老乞休，楚雄、化州並祀名宦。
2. ↑  道光《化州志·卷七·職官志》：傅昂，江西金谿人，嘉靖二十七年任化州守，清介剛果，創櫺星門號舍三十間以育諸生，築高嶺垌陂堤百餘丈以防漲潦，崇祀往哲則造玉光亭於范公墓，克詰戎兵則創演武亭於校軍廠，建大門鼓樓以增形勢，改丁字街以熄火災。旌彭貴為良民而善類，起擒王寶之首惡而狼賊除，義塚設則澤及枯骨，養濟修則惠及顛連，捐俸助余珪之喪，雪冤釋甯翰之獄，任四年陞楚雄同知，州人遮道以留，崇祀名宦祠。
3. ↑  康熙《楚雄府志·卷五·秩官志》：傅昂，江西金溪人，嘉靖任本府同知，剛正不阿，廉明有斷。嘗委收軍儲，洞知賠納之苦，請照鄰郡減徵之例。議將成，而昂以遷去，遂格不行，識者恨焉。